# Toshizō Nemoto
Toshizō Nemoto (根元 歳三 Nemoto Toshizō?) es un guionista de anime y novelista japonés, conocido por escribir la composición de la serie de obras como Tokyo Majin Gakuen Kenpuchō: Tō, Inu × Boku SS, Log Horizon, y Metallic Rouge.

## Biografía
Nemoto nació el 10 de enero de 1974 en la Prefectura de Niigata. Aspirando a convertirse en director de cine, ingresó en la Facultad de Artes Visuales de la Universidad de Arte de Osaka. Durante sus estudios, decidió enfocarse en convertirse en guionista. Posteriormente, tras conocer a Shinji Ishihira, quién trabajaba para Studio OX en ese momento, tuvo la oportunidad de trabajar en el guion de un videojuego, lo que marcó su entrada en la industria. Su primer trabajo como guionista principal, fue encargandose la composición de la serie en la serie de televisión de anime Tokyo Majin Gakuen Kenpuchō: Tō.

## Trabajos

### Anime

#### Series de televisión
| Año  | Anime                                                                                                | Estudio                          | Funciones                                                                    | Refs.         |
| ---- | --- | -------------------------------- | ---------------------------------------------------------------------------- | ------------- |
| 1999 | A.D. Police                                                                                          | Plum                             | Guionista (#3, 6, 9, 11)                                                     | [ 5 ]         |
| 2001 | Cyborg 009: The Cyborg Soldier                                                                       | Japan Vistec                     | Guionista (#12, 17)                                                          | [ 6 ]         |
| 2002 | GetBackers                                                                                           | Studio Deen                      | Guionista (#2, 5, 8-10, 14, 17, 21, 23, 26-28, 35, 37, 39, 42)               | [ 7 ]         |
| 2004 | SD Gundam Force                                                                                      | Sunrise                          | Guionista (#36-37, 40, 44-45, 49-51)                                         | [ 8 ]         |
| 2004 | Kyō Kara Maō!                                                                                        | Studio Deen                      | Guionista (#3, 7, 10, 16, 21, 27, 30-31, 38, 43, 46, 48, 51, 56, 59, 63, 69) | [ 9 ]         |
| 2005 | Amaenaide yo!!                                                                                       | Studio Deen                      | Guionista (#4, 6, 10)                                                        | [ 10 ]        |
| 2006 | Amaenaide yo!! Katsu!!                                                                               | Studio Deen                      | Guionista (#4, 8-9)                                                          | [ 11 ]        |
| 2006 | Princess Princess                                                                                    | Studio Deen                      | Guionista (#3, 6, 9)                                                         | [ 12 ]        |
| 2006 | The Third: Aoi Hitomi no Shōjo                                                                       | Xebec                            | Guionista (#3, 7-12)                                                         | [ 13 ]        |
| 2006 | Mamotte! Lollipop                                                                                    | Studio Comet                     | Guionista (#3, 7, 13)                                                        | [ 14 ]        |
| 2006 | Mamoru-kun ni Megami no Shukufuku wo!                                                                | Zexcs                            | Guionista (#4, 8, 11, 13, 16-18)                                             | [ 15 ]        |
| 2007 | Tokyo Majin Gakuen Kenpuchō: Tō                                                                      | AIC Spirits BeSTACK              | Composición de la serie Guionista (#1-4)                                     | [ 4 ]         |
| 2007 | Over Drive                                                                                           | Xebec                            | Guionista (#9, 13, 17, 19, 21, 24)                                           | [ 16 ]        |
| 2007 | Terra e...                                                                                           | Tokyo Kids Minami Machi Bugyōsho | Guionista (#7-9, 14, 18-19, 22)                                              | [ 17 ]        |
| 2007 | Tokyo Majin Gakuen Kenpuchō: Tō Dai Ni Maku                                                          | AIC Spirits BeSTACK              | Composición de la serie Guionista (#5, 8-12)                                 | [ 4 ]         |
| 2008 | H2O: Footprints in the Sand                                                                          | Zexcs                            | Guionista (#3, 5, 7, 10)                                                     | [ 18 ]        |
| 2008 | Kyō Kara Maō! 3rd Series                                                                             | Studio Deen                      | Guionista (#4, 10-13, 18, 20-21, 25, 29, 33, 37)                             | [ 19 ]        |
| 2008 | Wagaya no Oinari-sama.                                                                               | Zexcs                            | Guionista (#3, 8, 14-15, 19)                                                 | [ 20 ]        |
| 2008 | Vampire Knight                                                                                       | Studio Deen                      | Guionista (#2, 8, 10)                                                        | [ 21 ]        |
| 2008 | Tales of the Abyss                                                                                   | Sunrise                          | Guionista (#6, 8, 14, 17, 20)                                                | [ 22 ]        |
| 2008 | Jigoku Shōjo Mitsuganae                                                                              | Studio Deen                      | Guionista (#7, 15, 23)                                                       | [ 23 ]        |
| 2008 | Shugo Chara!! Doki                                                                                   | Satelight                        | Guionista (#56, 61, 64, 69, 73, 77, 83, 88, 94, 98, 101)                     | [ 24 ]        |
| 2008 | Vampire Knight Guilty                                                                                | Studio Deen                      | Guionista (#7, 11)                                                           | [ 25 ]        |
| 2009 | Kōkaku no Regios                                                                                     | Zexcs                            | Guionista (#4, 11, 17, 20)                                                   | [ 26 ]        |
| 2009 | Shangri-La                                                                                           | Gonzo                            | Guionista (#3, 5, 10, 15, 18-19, 23)                                         | [ 27 ]        |
| 2009 | Tatakau Shisho: The Book of Bantorra                                                                 | David Production                 | Guionista (#3, 6, 10-11, 13-15)                                              | [ 28 ]        |
| 2009 | Shugo Chara! Party!                                                                                  | Satelight                        | Guionista (#105, 109, 115, 119, 125)                                         | [ 29 ]        |
| 2010 | Durarara!!                                                                                           | Brain's Base                     | Guionista (#3, 7, 11, 13, 17, 21)                                            | [ 30 ]        |
| 2010 | Densetsu no Yūsha no Densetsu                                                                        | Zexcs                            | Guionista (#8, 12, 21)                                                       | [ 31 ]        |
| 2010 | Kuroshitsuji II                                                                                      | A-1 Pictures                     | Guionista (#5-6)                                                             | [ 32 ]        |
| 2011 | Gosick                                                                                               | Bones                            | Guionista (#4-5, 13-15, 20-21)                                               | [ 33 ]        |
| 2011 | Oniichan no Koto Nanka Zenzen Suki Janain Dakara ne!!                                                | Zexcs                            | Guionista (#7)                                                               | [ 34 ]        |
| 2011 | Steins;Gate                                                                                          | White Fox                        | Guionista (#7-8, 17, 19-20)                                                  | [ 35 ]        |
| 2011 | Phi Brain: Kami no Puzzle                                                                            | Sunrise                          | Guionista (#11-12, 17, 21, 23)                                               | [ 36 ]        |
| 2012 | Inu x Boku SS                                                                                        | David Production                 | Composición de la serie Guionista (#1-12)                                    | [ 37 ]        |
| 2012 | Uchū Kyōdai                                                                                          | A-1 Pictures                     | Guionista (#5, 7, 10, 13, 16)                                                | [ 38 ]        |
| 2012 | Kuroko no Basket                                                                                     | Production I.G                   | Guionista (#4, 7, 10, 13, 17, 21, 23)                                        | [ 39 ]        |
| 2012 | Phi Brain: Kami no Puzzle - Orpheus Order-hen                                                        | Sunrise                          | Guionista (#4, 7, 11, 14, 17, 20, 25)                                        | [ 40 ]        |
| 2012 | Robotics;Notes                                                                                       | Production I.G                   | Guionista (#8-9, 12, 16-17)                                                  | [ 41 ]        |
| 2013 | AKB0048: Next Stage                                                                                  | Satelight                        | Guionista (#2, 6, 9, 11)                                                     | [ 42 ]        |
| 2013 | Inu to Hasami wa Tsukaiyō                                                                            | Gonzo                            | Composición de la serie Guionista (#1-5, 9-11)                               | [ 43 ]        |
| 2013 | Nagi no Asukara                                                                                      | P.A. Works                       | Guionista (#17, 22)                                                          | [ 44 ]        |
| 2013 | Log Horizon                                                                                          | Satelight                        | Composición de la serie Guionista (#1-4, 9-11, 14, 19-21, 25)                | [ 45 ]        |
| 2013 | Kuroko no Basket 2nd Season                                                                          | Production I.G                   | Guionista (#33, 37, 44, 48)                                                  | [ 46 ]        |
| 2014 | Selector Infected WIXOSS                                                                             | J.C.Staff                        | Guionista (#7, 9-10)                                                         | [ 47 ]        |
| 2014 | Duel Masters VS                                                                                      | Ascension                        | Guionista (#7, 12, 16, 21, 24, 30, 36, 40, 48-49)                            | [ 48 ]        |
| 2014 | Log Horizon 2nd Season                                                                               | Studio Deen                      | Composición de la serie Guionista (#1, 3, 9-12, 14, 19, 22, 24-25)           | [ 49 ]        |
| 2014 | Selector Spread WIXOSS                                                                               | J.C.Staff                        | Guionista (#1, 3-4, 7-8)                                                     | [ 50 ]        |
| 2015 | Durarara!!x2 Shō                                                                                     | Shuka                            | Guionista (#5, 10)                                                           | [ 51 ]        |
| 2015 | Nagato Yuki-chan no Shōshitsu                                                                        | Satelight                        | Guionista (#7, 11-12)                                                        | [ 52 ]        |
| 2015 | Durarara!!x2 Ten                                                                                     | Shuka                            | Guionista (#16, 19)                                                          | [ 53 ]        |
| 2015 | Mobile Suit Gundam: Iron-Blooded Orphans                                                             | Sunrise                          | Guionista (#4, 8, 12, 18)                                                    | [ 54 ]        |
| 2016 | Durarara!!x2 Ketsu                                                                                   | Shuka                            | Guionista (#25, 29)                                                          | [ 55 ]        |
| 2016 | Macross Δ                                                                                            | Satelight                        | Composición de la serie Guionista (#1-6, 8-10, 12-15, 19, 21, 23-26)         | [ 56 ]        |
| 2016 | Fune wo Amu                                                                                          | Zexcs                            | Guionista (#5-6)                                                             | [ 57 ]        |
| 2017 | Duel Masters                                                                                         | Ascension                        | Guionista (#9, 16)                                                           | [ 58 ]        |
| 2017 | Shūmatsu Nani Shitemasu ka? Isogashii Desu ka? Sukutte Moratte Ii Desu ka?                           | Satelight C2C                    | Guionista (#4, 8, 10)                                                        | [ 59 ]        |
| 2018 | Jūshinki Pandora                                                                                     | Satelight                        | Composición de la serie Guionista (#1-4, 10-11, 15-16, 20-21, 25-26)         | [ 60 ]        |
| 2018 | Ginga Eiyū Densetsu: Die Neue These - Kaikō                                                          | Production I.G                   | Guionista (#3, 8)                                                            | [ 61 ]        |
| 2021 | Urasekai Picnic                                                                                      | Liden Films Felix Film           | Guionista (#5-6, 11)                                                         | [ 62 ]        |
| 2021 | Log Horizon: Entaku Hōkai                                                                            | Studio Deen                      | Composición de la serie Guionista (#1-2, 6-7, 11-12)                         | [ 63 ]        |
| 2021 | Super Cub                                                                                            | Studio Kai                       | Composición de la serie Guionista (#1-12)                                    | [ 64 ]        |
| 2021 | Bakuten!!                                                                                            | Zexcs                            | Composición de la serie Guionista (#1-12)                                    | [ 65 ]        |
| 2021 | Scarlet Nexus                                                                                        | Sunrise                          | Composición de la serie Guionista (#2-3, 6-7, 10, 12, 14-15, 18-19, 22, 26)  | [ 66 ]        |
| 2021 | Sakugan                                                                                              | Satelight                        | Guionista (#5, 9)                                                            | [ 67 ]        |
| 2022 | Fūto Tantei                                                                                          | Studio Kai                       | Guionista (#10-12)                                                           | [ 68 ]        |
| 2022 | Gaikotsu Kishi-sama, Tadaima Isekai e Odekakechuu                                                    | Studio Kai HORNETS               | Guionista (#6-9)                                                             | [ 69 ]        |
| 2023 | Helck                                                                                                | Satelight                        | Guionista (#1-6, 10-12, 19-24)                                               | [ 70 ]        |
| 2024 | Metallic Rouge                                                                                       | Bones                            | Composición de la serie Guionista (#1, 3-4, 9, 12-13)                        | [ 71 ] [ 72 ] |
| 2024 | Loop 7-kaime no Akuyaku Reijō wa, Moto Tekikoku de Jiyū Kimama na Hanayome Seikatsu wo Mankitsu Suru | Studio Kai HORNETS               | Guionista (#7-9)                                                             | [ 73 ]        |
| 2024 | Tensei Shitara Slime Datta Ken 3rd Season                                                            | 8-Bit                            | Composición de la serie Guionista (#49-51, 54, 58-59, 63, 67)                | [ 74 ]        |
| 2025 | Farmagia                                                                                             | Bridge                           | Composición de la serie Guionista (#1-4, 8-9, 11-12)                         | [ 75 ]        |
| 2025 | Muzik Tiger In the Forest                                                                            | Tōhō Animation Studio            | Composición de la serie                                                      | [ 76 ]        |

#### Películas
| Año  | Anime                                           | Estudio        | Funciones                         | Refs.  |
| ---- | ----------------------------------------------- | -------------- | --------------------------------- | ------ |
| 2011 | Towa no Quon 1: Utakata no Kaben                | Bones          | Composición de la serie Guionista | [ 77 ] |
| 2011 | Towa no Quon 2: Konton no Ranbu                 | Bones          | Composición de la serie           | [ 77 ] |
| 2011 | Towa no Quon 3: Mugen no Renza                  | Bones          | Composición de la serie Guionista | [ 77 ] |
| 2011 | Towa no Quon 4: Guren no Shōshin                | Bones          | Composición de la serie           | [ 77 ] |
| 2011 | Towa no Quon 5: Sōzetsu no Raifuku              | Bones          | Composición de la serie           | [ 77 ] |
| 2011 | Towa no Quon 6: Towa no Quon                    | Bones          | Composición de la serie Guionista | [ 77 ] |
| 2018 | Macross Δ Movie: Gekijō no Walküre              | Satelight      | Guionista                         | [ 78 ] |
| 2019 | Ta ga Tame no Alchemist                         | Satelight      | Guionista                         | [ 79 ] |
| 2021 | Macross Δ Movie 2: Zettai Live!!!               | Satelight      | Guionista                         | [ 80 ] |
| 2022 | Ginga Eiyū Densetsu: Die Neue These - Gekitotsu | Production I.G | Guionista (#4, 8)                 | [ 81 ] |
| 2022 | Mobile Suit Gundam: Cucuruz Doan's Island       | Sunrise        | Guionista                         | [ 82 ] |
| 2022 | Bakuten!! Movie                                 | Zexcs          | Guionista                         | [ 83 ] |
| 2022 | Ginga Eiyū Densetsu: Die Neue These - Sakubō    | Production I.G | Guionista (#4, 9, 11)             | [ 84 ] |

#### ONAs
| Año  | Anime                                          | Estudio | Funciones                                | Refs.         |
| ---- | ---------------------------------------------- | ------- | ---------------------------------------- | ------------- |
| 2023 | Tensei Shitara Slime Datta Ken: Coleus no Yume | 8-Bit   | Composición de la serie Guionista (#1-3) | [ 85 ] [ 86 ] |

#### OVAs
| Año  | Anime                               | Estudio              | Funciones        | Refs.  |
| ---- | ----------------------------------- | -------------------- | ---------------- | ------ |
| 2001 | Shinseiki Cream Lemon               | Studio Dolphin Night | Guionista (#1-2) | [ 87 ] |
| 2001 | Kikaider 01 The Animation           | Radix Studio OX      | Guionista        | [ 88 ] |
| 2002 | Fujun Isei Kōyū: Taisetsu na Kimi e | Studio OX            | Guionista        | [ 89 ] |
| 2003 | Mozu no Nie                         | Studio Dolphin Night | Guionista        | [ 90 ] |

#### Especiales
| Año  | Anime                                      | Estudio     | Funciones | Refs.  |
| ---- | ------------------------------------------ | ----------- | --------- | ------ |
| 2006 | Amaenaide yo!! Katsu!!: Damasarenaide yo!! | Studio Deen | Guionista | [ 91 ] |

### Acción real

#### Películas
- Ultraman Zero: The Revenge of Belial (2010)[92]
- Ultraman Geed The Movie: Connect the Wishes! (2018)[92]
- Ultraman Trigger: Episode Z (2022)[92]
- Ultraman Decker Finale: Journey to Beyond (2023)[93]

#### Series de televisión
- Ultraman Geed (2017)[92]
- Ultraman R/B (2018)[92]
- Ultraman Z (2020)[92]
- Ultraman Trigger: New Generation Tiga (2021)[92]
- Ultraman Decker (2022)[92]
- Ultraman Blazar (2023)[94]
- Ultraman Arc (2024)[95]

### Novelas ligeras
- Bakuten!! (バクテン!!?) (2021)[96]
- Bakuten!! The Movie Novel (映画 バクテン!! ノベライズ?) (2022)[97]